# Sindicato del Crimen de América
El Sindicato del Crimen de América (en inglés Crime Syndicate) es un equipo de supervillanos pertenecientes al universo de DC Comics. Sus miembros son las contrapartes malvadas de la Liga de la Justicia de un universo paralelo. El equipo original fue conocido como Sindicato del Crimen de América o abreviadamente CSA. Este primer equipo apareció por primera vez en Justice League of America vol. 1 #29 (agosto de 1964). La segunda encarnación del equipo, ahora conocido como Sindicato del Crimen de America (con la variación en el América), apareció por primera vez en la novela gráfica JLA: Earth 2. Un nuevo equipo de la Tierra-3 conocidos como la Sociedad del Crimen de América, ha hecho su aparición en 52 Week 52.

## Historia

### Sindicato del Crimen de América - Precrisis
El Sindicato del Crimen de América originalmente vivía en la Tierra-3, un mundo donde la historia fue "invertida"; por ejemplo, el presidente John Wilkes Booth fue asesinado por Abraham Lincoln. Inicialmente no había superhéroes, sólo los supervillanos del Sindicato del Crimen, aunque esto cambió con el advenimiento del heroico Lex Luthor, que utilizó su gran inteligencia para el bien. En su primer enfrentamiento, el Sindicato, aburrido con la facilidad con la que podían cometer sus crímenes en la Tierra-3 (no era un verdadero desafío para ellos), descubrieron la existencia de la Tierra-1 y de la Tierra-2 por lo que se establecieron batallas consiguientes contra de la Liga de la Justicia y la Sociedad de la Justicia de América. El Sindicato fue finalmente derrotado. Tras esta derrota, fueron encarcelados en una inquebrantable burbuja generada por el anillo de poder de Linterna Verde y se les coloca en un "limbo" entre las dimensiones de las Tierras paralelas. En los años siguientes, más de uno de los miembros del Sindicato, de vez en cuando lograba escapar y trataba de causar estragos en Tierra-1 o Tierra-2. El original Sindicato del Crimen de América de Tierra-3 fue destruido junto con el resto de los mundos paralelos en 1985 en la maxi-serie Crisis en las tierras infinitas. Los habitantes de ese mundo fueron víctimas de la ola anti-materia generada por el Anti-Monitor por lo que Sindicato del Crimen habiendo decidido hacer actos heroicos por una vez en sus vidas, atacó directamente la ola antimateria consecuentemente siendo destruidos, aunque Lex Luthor y su esposa Lois Luthor lograron enviar a su hijo, Alexander Luthor, a la seguridad de la Tierra-1.

### Sindicato del Crimen de América - Post Crisis:JLA: Tierra 2
La primera aparición del "Sindicato del Crimen" fue en la novela gráfica de 1999 JLA: Earth 2, creada por Grant Morrison, donde combina la tierra paralela Pre-crisis con el concepto de universo antimateria. El Sindicato del Crimen Post-crisis posee una historia "Invertida", al igual que la Tierra-3 (Pre-crisis), pero con tonos aún más oscuros. A diferencia del Sindicato del Crimen de Tierra-Tres, este sindicato del crimen de Amerika fue capaz de gobernar su propio mundo (diferente a sus homólogos que no lo lograron), aunque los gobiernos aún siguen operando y las personas honestas siguen trabajando en escala reducida, como el comisionado de Ciudad Gothica, Thomas Wayne Sr., padre de Owlman. El único principio universalmente respetado en su mundo es el "favor de banco", es decir, si alguien te hace un favor, tu le debes un favor a cambio que debe ser pagado cada vez que el favor sea cobrado. Junto a la heroica figura análoga de Alexander Luthor, otros oponentes incluyen a "H.I.V.E." (Hierarchy for International Virtuous Empowerment), los Missile Men y la "Justice Underground" (un grupo análogo inverso a la Sociedad Secreta).
En los números de Superman a principios del 2000, Ultraman y Superwoman parecen tener un hijo juntos, sin embargo el niño resulta ser en realidad un Brainiac rebelde. En el año 2003 en el crossover de DC y Marvel JLA/Avengers, escrito por Kurt Busiek, involucra la destrucción del universo del Sindicato del Crimen, pero esto fue posteriormente invertido cuando el villano Krona fue derrotado. El grupo, reaparece en la historia Syndicate Rules, cuando aprenden de los 'reboot' de su universo, mostrando también, el reemplazo del Power Ring rubio por la contraparte del linterna verde John Stewart.
El primer encuentro entre Superman\Batman y Ultraman\Owlman se produce en Superman/Batman Anual #1 (2006). Años antes de que Superman y Batman conocieran sus verdaderas identidades; Clark Kent, Bruce Wayne y Lois Lane, en sus vacaciones, se enfrentan por primera vez contra Ultraman, Owlman y Superwoman, cuando sus contrapartes antimateria se hicieron presentes en el crucero vacacional. Esta historia también presenta la primera aparición de la contraparte antimateria de Deathstroke (similar a la de Deadpool de Marvel Comics). Sin embargo, cabe señalar que esta historia fue creada por Mister Mxyzptlk y como tal, puede no tomarse como canónica. Ultraman, Owlman y Superwoman, son presentados con los mismos atuendos del universo antimateria del sindicato. 
Los cinco miembros principales del sindicato antimateria aparecen nuevamente en Trinity #9. En él, se revela que su mundo fue gravemente dañado por un ataque de los "Weaponers of Qward". El Sindicato del Crimen adopta un activo control de su tierra y comienza a secuestrar gente de todos los 52 universos de materia positiva del universo DC, para utilizarla como mano de obra en la labor de reparar su tierra devastada. Luego de que la "Trinidad" (Superman, Batman y Wonder Woman), derrotaran al sindicato y liberaran a los esclavos, la tierra antimateria entró en un caos aún peor que en su primera visita, ya que no tenían la vigilancia y la influencia de control de Ultraman, Owlman y Superwoman.

### Sociedad del Crimen de América - Post Crisis y Post maxiserie semanal52
En las páginas de la serie  52, una versión alternativa de las versiones de Tierra Tres se muestran como parte del nuevo Multiverso. Son personajes que alteran las versiones de la original Liga de la Justicia de América. Los nombres de los personajes y el equipo no se mencionan en los dos páginas en las que aparecen.
Basado en los comentarios de Grant Morrison, este universo alterno no es la tierra tres de la Pre-Crisis, por lo que estos nuevos personajes son ajenos a las versiones anteriores. En Countdown #31, el nombre de este equipo se revela como la Crimen Society of America. Hacen su aparición en solitario por primera vez en Countdown Presents The Search for Ray Palmer: Crime Society # 1 escrito por Sean McKeever e ilustrado por Jamal Igle. Aparecen en Countdown, siendo el mayor paralelo a la Sociedad de la Justicia (que es no se limita estrictamente solo a sus homólogos de la Sociedad), con versiones malvadas de Green Arrow, Wildcat, Black Canary, Hawkwoman, Doctor Fate, Stargirl y el Spectre, junto con los miembros de CSA más conocidos Ultraman, Owlman, Superwoman, Power Ring y Quick Johnny. Luego se introduce a Annataz Arataz (la contraparte maligna de Zatanna), y contrapartes de Supergirl (Kara Zor-El), Wonder Girl (Donna Troy) y Booster Gold. Sin embargo, aunque haya mayoría de villanos en Tierra-3, hay algunos héroes activos en esta tierra también. La mayoría de los héroes, se reveló, son versiones buenas de los enemigos famosos de Batman, como el Joker (conocido como the Jokester), Riddler y Two-Face (Three-Face, una mujer llamada Evelyn Dent).
Poco después de la introducción de la Sociedad del Crimen, se les ofrece un lugar entre el ejército de Monarch. Ya reclutados en el ejército del Monarca, Johnny Quick gana un lugar en el escuadrón de élite de Monarca cuando derrota a sus contrapartes de Tierra-9 y Tierra-2, en la miniserie Countdown: Arena. Todos los miembros de la Sociedad que están presentes en la dimensión de la Tierra-51 en la batalla final de Superman-Prime y Monarch son asesinados, así mismo, toda la dimensión se destruye por completo con sólo Superman-Prime (sin fuerza y de nuevo a sus niveles de Superboy Prime) y una sola planta sobreviviendo al cataclismo, como se muestra en las páginas de Countdown #1-2. Los miembros de la Sociedad Post Crisis de Tierra-3, que no se unieron al Ejército del Monarca, se suponen vivos y activos en la Tierra-3 Post-Crisis. El número exacto y la identidad de estos miembros no se han especificado aún.

### Los Nuevos 52
Una nueva versión del Sindicato del Crimen ha aparecido recientemente tras los acontecimientos realizados tras el reinicio del Universo DC y lo acontecido en la saga ''Guerra de la Trinidad'' (en inglés, Trinity War), donde se convirtieron en los responsables de desatar el mal en Tierra Prime (como ahora se conoce el Universo DC, y que antes se le conocía como Tierra-0 o Nueva Tierra, y tras la fusión de las realidades del Universo WildStorm, Vértigo y el Universo DC), ya que ellos enviaron la caja que según el nuevo personaje del DCU, Pandora, se le había confiado la maldición de revelar la liberación de la maldad como la Pandora del mito griego, no obstante al descubrirse que no era tal magia, sino ciencia, esta caja se convirtió en un portal para la llegada del Sindicato del Crimen al Universo DC iniciando una invasión a gran escala del mundo, haciendo que se pelearan tres Ligas de la Justicia entre sí para que se destruyesen para aproximar la culminación de sus planes en la siguiente saga, ''Maldad por Siempre'' (en inglés, Forever Evil), y esperan una alianza con los villanos del DCU, y cuyo evento que se cumple actualmente en las páginas de los cómics de DC Comics.

#### Trinity War y Forever Evil
Este Sindicato del Crimen se basa en gran parte a la versión creada por Morrison, introduciendo nuevos personajes, y mostrando a un re-imaginado Ultraman siendo una vez más como una historia de un alienígena con un origen paralelo más parecido al de Superman. En las escenas finales de la serie "La Guerra de la Trinidad", Ultraman, Superwoman, Owlman, Johnny Quick, Power Ring, y los nuevos Deathstorm, Alfred Pennyworth (llamado aquí como El Outsider) y Atómica (La contraparte femenina y malvada de Atom) son finalmente revelados como los culpables de los acontecimientos que tienen que ver alrededor de la Caja de Pandora, que resulta siendo un dispositivo enviado a través del tiempo y abierto por siglos atrás por Pandora la muchacha condenada por abrir la caja prohibida por los dioses griegos del mito que condenó al mundo a soportar todos los males del mundo, y que resultó siendo un dispositivo adicional para comunicar Tierra 3 con Tierra Prime (el nuevo nombre del Universo DC). Entonces, estos personajes son revelados a la Liga de la Justicia tan pronto la serie crossover termina. Sea King (contraparte de Aquaman) quien también habita Tierra 3, también logra llegar a Tierra Prime, aunque aparentemente aparece muerto (debido a los efectos que le ocasionaron el viaje) aunque más tarde reaparecería en las páginas de la historia paralela a "Maldad Eterna" denominada "Forever Evil: Blight". Una versión del Detective Marciano también existe en su mundo, quien habitó o habita Tierra 3. la versión de Alexander Luthor, fue revelado como su más acérrimo archienemigo, se convierte en "Mazahs!", siendo este la contraparte del Shazam!, también procedente de Tierra 3 quien en las páginas de "Maldad Eterna" aparece amordazado para que no diga la palabra mágica que le permite convertirse, pero al final, cuando este resulta desatado, se convierte en "Mazahs!" logrando permitir a los héroes derrotar al Sindicato del Crimen, pero logrando diezmar al equipo al separarse, y mostrando al miembro del equipo Power Ring y mostrando a una Superwoman escapando donde revela estar embarazada y donde esta tuvo una corta relación con Alexander Luthor.

## Miembros

### Miembros centrales (Originales Pre-Crisis y Post-Crisis)
- Ultraman: Contraparte de Superman.
- Superwoman: Contraparte de Wonder Woman.
- Owlman: Contraparte de Batman.
- Johnny Quick: Contraparte de Flash.
- Power Ring: Contraparte de Green Lantern.
- Grid: contraparte de  Cyborg.
- White Martian: Contraparte de Martian Manhunter.
- Annataz : Contraparte de Zatanna.
- Talón : Contraparte de Robin.
- Barracuda: Contraparte de Aquaman.
- Blood Eagle: Contraparte de Hawkman.
- Doctor Noon: Contraparte de Doctor Mid-Nite.
- White Cat: Contraparte de Black Canary.
- Spaceman: Contraparte de Starman.
- Scarab: Contraparte de Blue Beetle.
- Slipstream: Contraparte de Kid Flash.
- Fiero: Contraparte de Fire.
- Frostbite: Contraparte de Ice.
- Deadeye: Contraparte de Green Arrow.
- Elasti-Man: Contraparte de Elongated Man.
- Element Man: Contraparte de Metamorpho.
- Ultragirl: Contraparte de Supergirl.
- Doctor Luz (Arthur Light): contraparte con el poder copiado de Kimiyo Hoshi y Jacob Finlay.

y versiones malvadas sin nombre de Stargirl, Hawkgirl, Wildcat, y El Espectro.

### MiembrosNuevos 52
- Ultraman: Contraparte de Superman.
- Superwoman: Contraparte de Wonder Woman.
- Owlman: Contraparte de Batman.
- Johnny Quick: Contraparte de Flash.
- Power Ring: Contraparte de Green Lantern.
- Atómica: Contraparte Femenina y malvada de Atom
- Deathstorm: Contraparte de Firestorm
- Grid: I.A. robot villano virus infórmatico del Universo DC que trabaja para el Sindicato del Crimen como espía en la Justice League.
- Rey del Mar: Contrapartida de Aquaman que falleció al no sobrevivir el viaje de Tierra-3 al Universo DC.
- El Outsider: Contraparte de Alfred Pennyworth, que manipuló y lideró a la Sociedad Secreta de Supervillanos para obtener el poder de abrir la ''Caja de Pandora'' para dar la entrada al Sindicato del Crimen.

## En otros medios

### Televisión
- En la serie animada Los Super amigos en el episodio "Universe of Evil", se presenta a Superman encontrándose con versiones malvadas del resto del equipo (en un universo alterno) llamados "Los Super Enemigos", cuando intentaba detener la erupción del Monte Vesubio, que el malvado Superman había causado. Los Super Enemigos aparecen prácticamente iguales a los Super amigos, aunque la versión de Aquaman tiene un parche en ojo, el traje de Batman es rojo y no azul, Robin posee bigote y el traje de Wonder Woman es oscuro. La diferencia más notable se ve en el malvado Superman, el cual tiene su traje de color negro y sus ojos son rojos con marcas negras alrededor de ellos.

- En la serie animada de la Liga de la Justicia, un equipo conocido como los "Amos de la Justicia", aparecieron como las contrapartes de la Liga en un universo alternativo. Aparecieron en el episodio "A Better World", el cual iba a presentar originalmente al Sindicato del Crimen.[14] Los amos de la justicia rigen su mundo con puño de hierro poniendo fin a la guerra y al crimen. La muerte de su Flash estableció una cadena de acontecimientos que terminaron con la muerte del Luthor alterno en manos del Superman alterno. Más adelante se revela que el gobierno tiene temor de que la Liga de la Justicia se pueda convertir en los Amos de la Justicia algún día, lo que provocó la iniciación del Proyecto Cadmus. En la Liga de la Justicia Ilimitada, episodio "Divided We Fall", la combinación Lex Luthor/Brainiac crean robots parecidos a los amos de la justicia como distracción.

- El Sindicato del Crimen en presentado en Batman: The Brave and the Bold en el episodio "Deep Cover for Batman", en el cual son llamados el "Sindicato de la Injusticia" y de los miembros principales solo Owlman está presente. Esto se hizo, ya que no se había presentado la Liga de la Justicia original, aparte de flashbacks, y se estaban centrando en personajes menos conocidos. Sin embargo, cuando la Liga de la Justicia Internacional fue presentada en la siguiente temporada, se hicieron presentes Aquaman y Fire, los cuales tienen sus respectivas contrapartes.[15] Los miembros de este sindicato son contrapartes de los personajes que más se han presentado en la serie: 
  - Owlman: Contraparte de Batman.
  - Blue Bowman: Contraparte de Green Arrow.
  - Scarlet Scarab: Contraparte de Blue Beetle.
  - Dyna-Mite: Contraparte de Atom.
  - Silver Cyclone: Contraparte de Red Tornado.
  - Rubber Man: Contraparte de Plastic Man.
  - Barracuda: Contraparte de Aquaman.
  - Blaze: Contraparte de Fire.

y versiones malvadas sin nombre de Wildcat y B'wana Beast.
Con la ayuda de Red Hood (contraparte de Joker) y heroicas versiones de Clock King, Doctor Polaris, Black Manta, Gentleman Ghost, Gorilla Grodd y Sinestro el Sindicato de la Injusticia fue derrotado y encarcelado.

### Películas
El Sindicato del Crimen apareció en el 2010 en la película animada Justice League: Crisis on Two Earths, basada en el proyecto abandonado de Justice League: Worlds Collide. En esta película el Sindicato del Crimen, está basado en la real organización criminal mafiosa, donde hay familias y jefes. Esta versión del sindicato presenta a Ultraman, Owlman, Superwoman, Power Ring, Johnny Quick y J'edd J'arkus (contraparte de Martian Manhunter), conocidos colectivamente como los "Jefes", con Ultraman como "Jefe de jefes".
- Ultraman
  - Miser Action: Una versión superpoderosa de Jimmy Olsen.

- Owlman
  - Black Power: Contraparte de Black Lightning.
  - Model Citizen: Contraparte de Looker.
  - Sai: Contraparte de Katana.
  - Aurora: Contraparte de Halo.

- Superwoman
  - Captain Super: Contraparte de Captain Marvel.
  - Captain Super Jr.: Contraparte de Capitán Marvel Jr..
  - Uncle Super: Contraparte de Tío Marvel.

- Johnny Quick
  - Warwolf: Contraparte de Lobo.
  - Archer: Contraparte de Green Arrow.
  - Scream Queen: Contraparte de Black Canary.

- Power Ring
  - Olympia: Contraparte de Wonder Girl.

- J'edd J'arkus
  - Angelique: Contraparte de Hawkgirl.
  - Breakdance: Contraparte de Vibe.
  - Extruded Man: Contraparte de Elongated Man.
  - Vamp: Contraparte de Vixen.
  - Gypsy Woman: Contraparte de Gypsy.

Tras la muerte de J'edd J'arkus, Owlman usó la mayoría de sus miembros para atacar a la Liga de Lex Luthor.
- Otros miembros del sindicato están basados en Blue Beetle, Cyborg, Wildcat, Sandman, Átomo, Solomon Grundy, Swamp Thing, Power Girl, Nightwing, Zatanna, Firestorm, Red Tornado y Doctor Fate.[16]

- Otros cinco miembros de menor rango fueron identificado por el diseñador de la película, Jerome K. Moore, como:
  - Manhawk: Contraparte de Hawkman.
  - Mary Mayhem: Contraparte de Mary Marvel.
  - Mr. Horrific: Contraparte de Mr. Terrific.
  - Megamorpho: Contraparte de Metamorpho.
  - She-Bat: Una mezclar de Man-Bat y Catwoman.[17]

El presidente de los Estados Unidos en este mundo es Slade Wilson, un famoso héroe de guerra, el cual se rehúsa a hablar sobre el sindicato por miedo a lo que le puedan hacer a su hija Rose Wilson. Luego de las muertes de Owlman y Johnny Quick, el resto de los líderes del sindicato son arrestados por la infantería, liderados por el propio presidente Wilson, que luego se encargaría de reforzar las leyes de su mundo para buscar y detener al resto de miembros del Sindicato del Crimen.